# محاكمة واد الناقة في موريتانيا
محاكمة واد الناقة في موريتانيا هي محاكمة أنشأها الرئس السابق لموريتانيا معاوية ولد سيدي أحمد الطايع لضباطٍ، وجنودٍ من الجيش الموريتاني بعد انقلاب الثامن والتاسع من يونيو 2003، وقد استمرت هذه المحاكمة بضع أسابيع، وقد بُرئ بعض الضباط، والجنود. ومن بين الجنود المبرئين كان الرائد سيد محمد ولد حمادي المولود في مدينة تجكجة عام 1965.